# Pseudebulea kuatunensis
Pseudebulea kuatunensis là một loài bướm đêm trong họ Crambidae.